# Marmosa zeledoni
Marmosa zeledoni is een dwergbuidelrat uit de familie van de opossums (Didelphidae). De wetenschappelijke naam van de soort werd voor het eerst geldig gepubliceerd door Goldman in 1911.

## Classificatie
Marmosa zeledoni werd voor het eerst wetenschappelijk beschreven door Goldman in 1911. Lange tijd werd het beschouwd als een synoniem van de Mexicaanse dwergbuidelrat. Bij genetisch onderzoek naar de verschillende dwergbuidelratten in 2010 bleek Marmosa zeledoni een zelfstandige soort.

## Verspreiding
Marmosa zeledoni bewoont regenwouden tot op 2.200 meter boven zeeniveau van het noorden van Nicaragua tot in het zuidwesten van Colombia.  

## Uiterlijk
Marmosa zeledoni heeft geen buidel. Het dier heeft grote oren en ogen, een masker van donkere vacht rondom de ogen en een lange, slanke grijpstaart. De vacht is op de rug roodbruin van kleur en op de buikzijde geel tot oranje. Mannelijke dieren zijn groter dan vrouwtjes.

## Leefwijze
Marmosa zeledoni is een nachtactief en boombewonend dier. Deze buidelrat voedt zich met name met insecten en fruit.